# Lillhärads kyrka
Lillhärads kyrka är en kyrkobyggnad i Lillhärads socken i Västerås stift. Den är församlingskyrka i Dingtuna-Lillhärads församling. Kyrkan invigdes 1849 efter att den tidigare medeltida kyrkan från 1200-talet tillsammans med klockstapeln blev förstörda i en brand. De nedre delarna av murarna är kvar från den medeltida kyrkan. Kyrkans blygsamma omfång gör den till en av de minsta i Västerås stift.
Under några år på 2010-talet hyrdes kyrkan ut till Västerås rysk-ortodoxa församling och försågs med ikonostas enligt ortodox tradition. Den kunde fortfarande användas till dop, bröllop och begravningar av Svenska kyrkan.
Efter att rysk-ortodoxa församlingen byggt en egen kyrka som invigts 2020 är Lillhärads kyrka numera återlämnad till Svenska kyrkan och återställd till sin traditionella möblering.

## Kyrkobyggnaden
Lillhärads kyrkas lilla långhus är rektangulärt med ett utbyggt, tresidigt kor i öst och en liten sakristia i norr. Väggarna är vitputsade med asfaltsstruken sockel, och på det flacka sadeltaket ligger svart plåt. Fönstren, tre på södra sidan, ett på norra och två i koret är stora och rundbågiga. Under fönstren ligger solbänkar i gjutjärn från 1762, vilket var något av mycket få föremål som bevarades efter branden. De två fönstren i koret har glasmålningar av konstnär Torsten Hjelm och är tidstypiska för tillkomsttiden, 1957. De avbildar julevangeliet respektive pingstevangeliet. Även över den rundbågiga porten på västra gaveln finns ett runt fönster.
Över det enskeppiga kyrkorummet finns ett tunnvalv klätt med ljus träpanel och på golvet ligger tegel. Bänkarna är slutna. I öst finns koret med altare och altarring och i väst en orgelläktare. Under finns en underbyggnad och ett litet vapenhus som kyrkans besökare först kommer in i innan de når långhuset.

## Historia

### Den medeltida kyrkan
En bevarad del av en dopfunt, som finns i kyrkan, har ett uttömningshål, vilket visar att den bör ha tillkommit före mitten av 1200-talet. Därmed är det troligt att det också funnits en kyrka i Lillhärad vid den tiden. Antagligen byggdes en salkyrka i sten här på 1200-talet, vars murar delvis ingår i dagens kyrkas, men om dopfunten hörde till denna eller en eventuell tidigare kyrka i trä är okänt. Den medeltida kyrkan genomgick troligtvis en del förändringar under årens lopp, och i mitten av 1700-talet finns en avbildning i Olof Graus Beskrifning öfwer Wästmanland. Då syns bland annat en klockstapel och ett vapenhus, vilka man funnit grundstenar efter vid en arkeologisk undersökning. Ett decennium efter Graus besök byggdes ett tresidigt kor i öst, vars grundmurar ingår i dagens kyrka. Samtidigt tillkom tre nya fönsteröppningar.

### Branden
Under den pågående mässan på långfredagen 17 april 1840 antändes kyrkans spåntak av en gnista från sakristians eldstad. Endast den ena dörren i dubbelporten var öppen, vilket orsakade en stor trängsel som gjorde det omöjligt att öppna den andra dörren. Alla lyckades trots allt ta sig ut välbehållna och några församlingsbor lyckades också rädda kyrkkistan med silver och reverser samt mässhakar och bårtäcken. Ljuskronorna ryckte de ner från taket och tog med ut ur kyrkan. Takvalven störtade in och kyrkorummets inredning eldhärjades. Intilliggande klockstapel brann ned och dess båda klockor smälte. En orsak till att branden blev så pass omfattande var att kyrkans brandspruta inte fungerade.

### Den nuvarande kyrkan
1841 byggdes en provisorisk klockstapel och en ny kyrkklocka göts av malmen från de tidigare klockorna. På grund av de höga kostnaderna att bygga en ny kyrka ansökte församlingen till Kunglig Majestät om att få slippa det 1843 respektive 1847, men fick avslag båda gånger. Bygget drog igång 1848 men på grund av att det gått så lång tid gick det inte att återanvända de medeltida murarna i så stor utsträckning som man tänkt, en stor del av dem hade blivit förstörda under de åtta åren sedan branden. Men det gick i alla fall att använda grundmurar på den norra sidan och gavlarna. De nya murarna byggdes av återvunnen gråsten från den äldre kyrkan samt tegel. Kyrkans plan följde nästan helt den äldre kyrkan men det nya taket blev flackare än tidigare tak. Både kyrkan och klockstapeln ritades av en lokal byggherre, H Petterson från Västerås.
Genom landshövding Fredric Ridderstolpes försorg kunde både predikstolen och altartavlan från den då nedlagda Hospitalskyrkan i Västerås flyttas in i det nya kyrkorummet. 1 juli 1849 kunde sedan kyrkan invigas av biskop Gustaf Nibelius.
Sedan dess har kyrkans utsida bevarats till stor del, medan kyrkorummet gått igenom två större förändringar. Den första skedde 1893 då bland annat ett vapenhus avdelades under orgelläktaren, golvet revs ut och ersattes och på det satte man in nya, öppna bänkar. Valvet dekormålades också över koret. År 1954 grundförstärktes kyrkan med betongpålar och året därpå var det åter dags för en stor upprustning av kyrkorummet under ledning av arkitekterna Sten Ramel och Lars-Håkan Stråge. I de stora fönstren sattes nya tonade glas in, för att dämpa ljuset i kyrkorummet, över tunnvalvet satte man upp träpanel, tegelgolven i gångar och kor tillkom och de 60 år gamla bänkarna ersattes med nya, slutna. Biskop John Cullberg återinvigde kyrkan 18 december 1955.

## Kyrkogård
Sedan 1870-talet ligger kyrkogården några hundra meter norr om kyrkan, efter att den äldre kyrkogården intill kyrkan dömts ut som all för vattensjuk. På den gamla kyrkogården återstår det några järnkors och en gravsten. Här står också kyrkans panelklädda klockstapel, som liksom kyrkan är ritad av byggmästare H Petterson från Västerås, återuppbyggd 1848-1849 efter den stora branden. Sedan en utvidgning ett par år senare, för att den skulle kunna hysa två klockor, är den välbevarad.
Närmast kyrkan ligger en före detta kyrkoherdebostad som är uppförd i reveterat timmer 1882 med vit spritputsad fasad.

## Inventarier
- Predikstolen kommer från den nedlagda Hospitalskyrkan i Västerås och kom till Lillhärad i samband med återuppbyggnaden på 1840-talet. Torsten Hjelm skrapade bort tidigare färglager och återskapade dess 1600-talsfärger i mitten av 1900-talet. Som bakgrund målades samtidigt ett draperi på väggen bakom.[3]
- I kyrkan finns en fot från en dopfunt i brun sandsten som är från innan mitten av 1200-talet.[4]
- Den nuvarande dopfunten är tillverkad i ek av bildhuggare Erik Sand. 1950 skänktes funten till kyrkan av församlingens syförening.[7]
- En orgel tillverkad av Setterquists orgelfirma installerades 1876. Dess nyklassicistiska orgelfasad behölls när nuvarande orgelverk sattes in 1955. Nuvarande orgel är tillverkad av Marcussen & Søn.[1]
- Altaret nygjordes 1955, men man behöll då altarringen från 1893. Altartavlan, en oljemålning på duk från 1700-talet, satt i Hospitalskyrkan i Västerås innan den kom till Lillhärad och avbildar Jesus korsfästelse.[3]
- Ljuskronorna i långhuset räddades undan branden. De två främre är från 1600-talet, och ytterligare en 1600-talskrona finns till vänster. Den största kronan är skänkt av makarna Carl Browall och Susanne Wilhelmina Mattiesen år 1769.[3]
- I klockstapeln hänger två klockor, båda gjutna av N P Linderberg. Den största väger 550 kg och är gjuten 1861. Den mindre, som tillkom 1886, väger 400 kg och har följande inskrift: ”En dag i dina gårdar är bättre än eljest tusende”.[7]

## Galleri

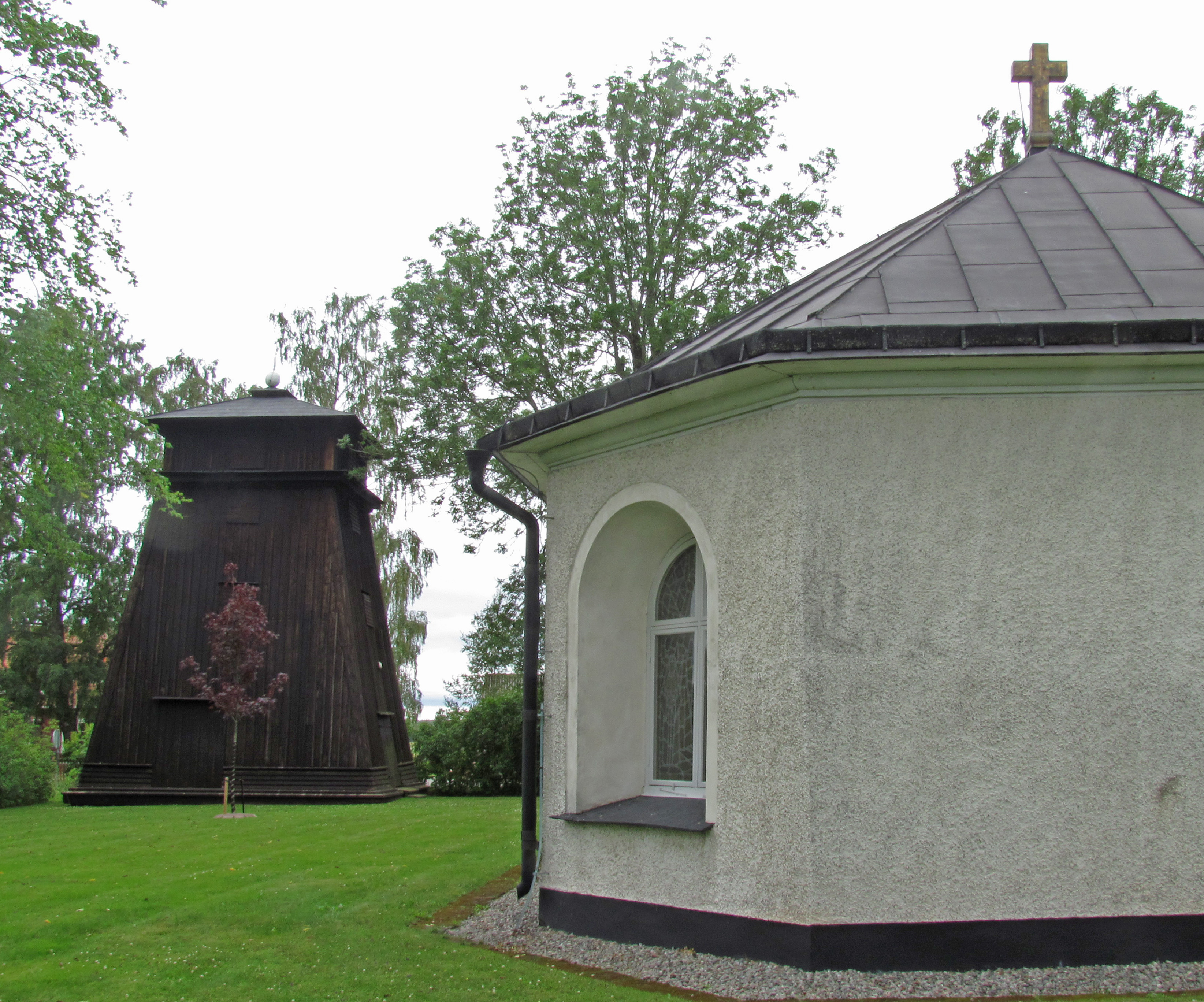
Lillhärads kyrka från öster
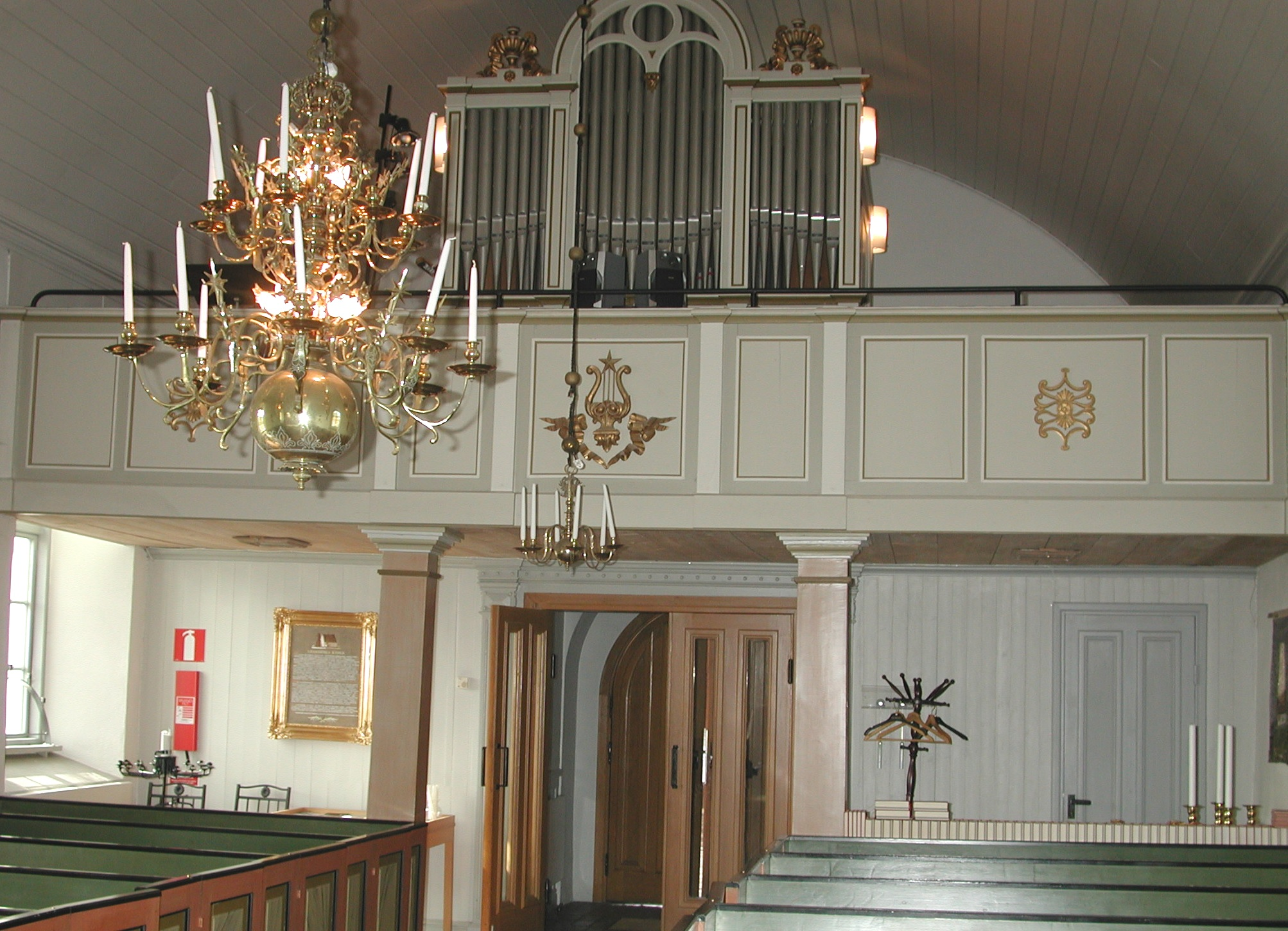
Vy mot orgel och orgelläktare
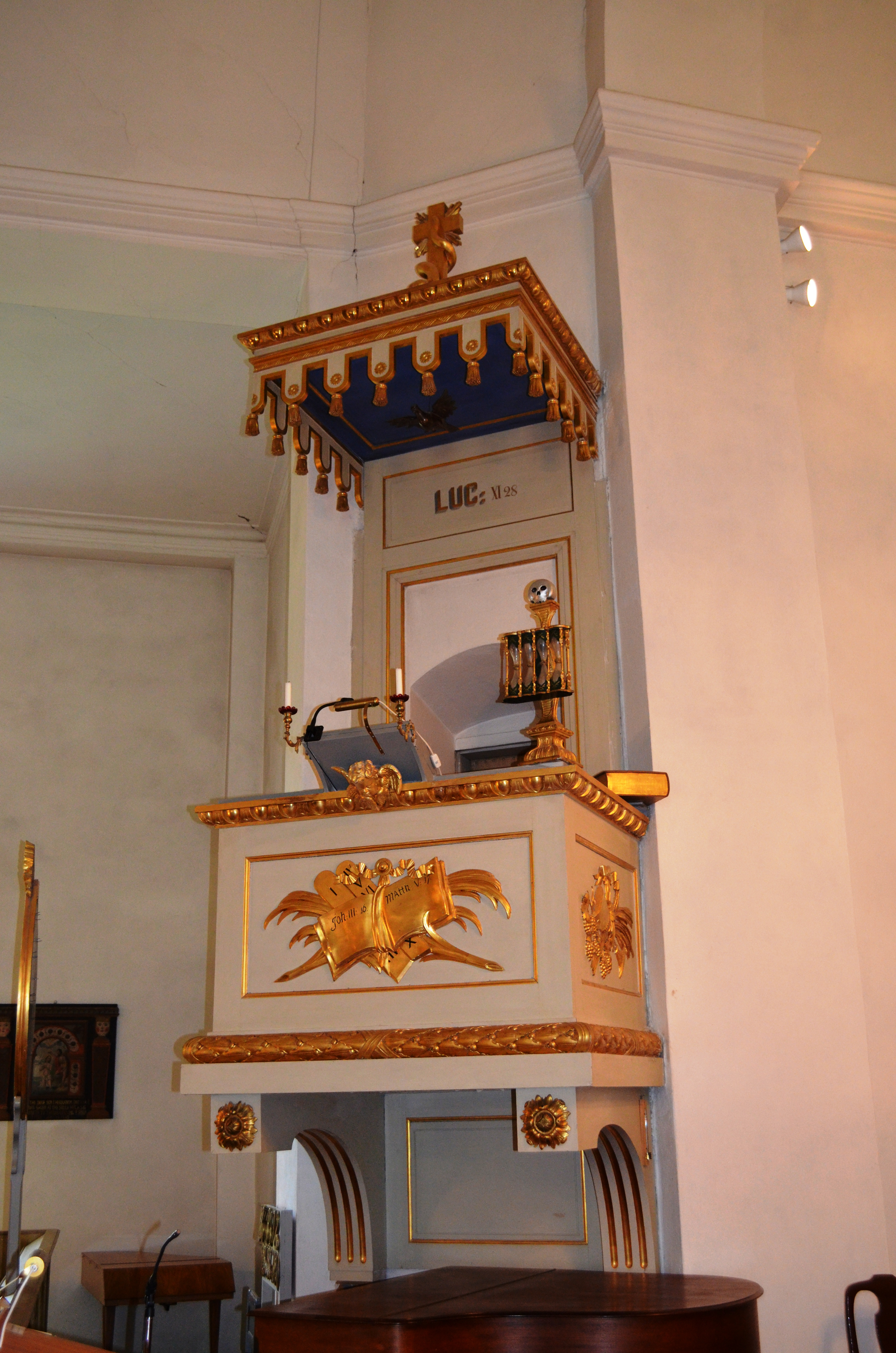
Lillhärads kyrkas predikstol
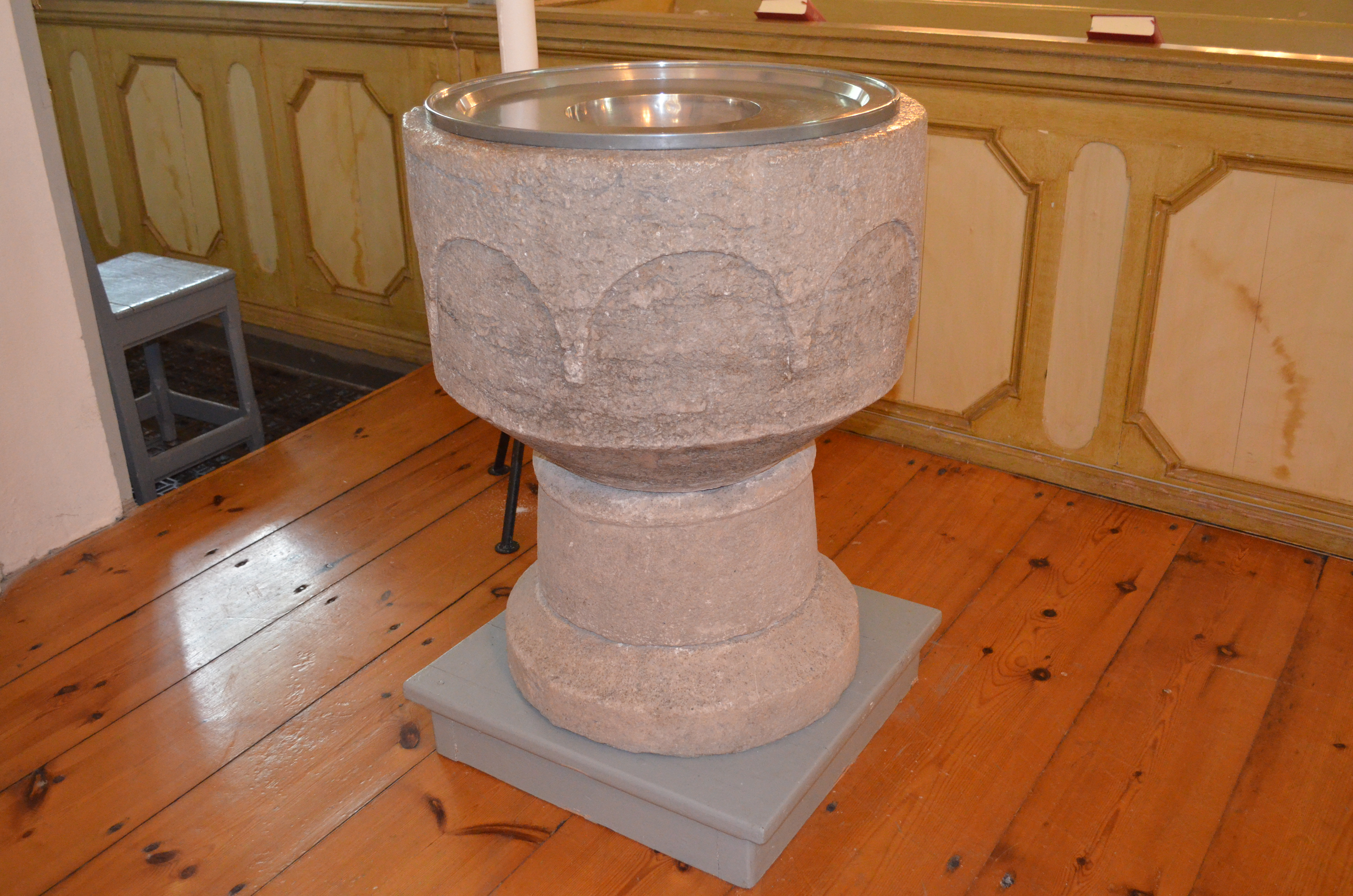
Lillhärads kyrkas dopfunt
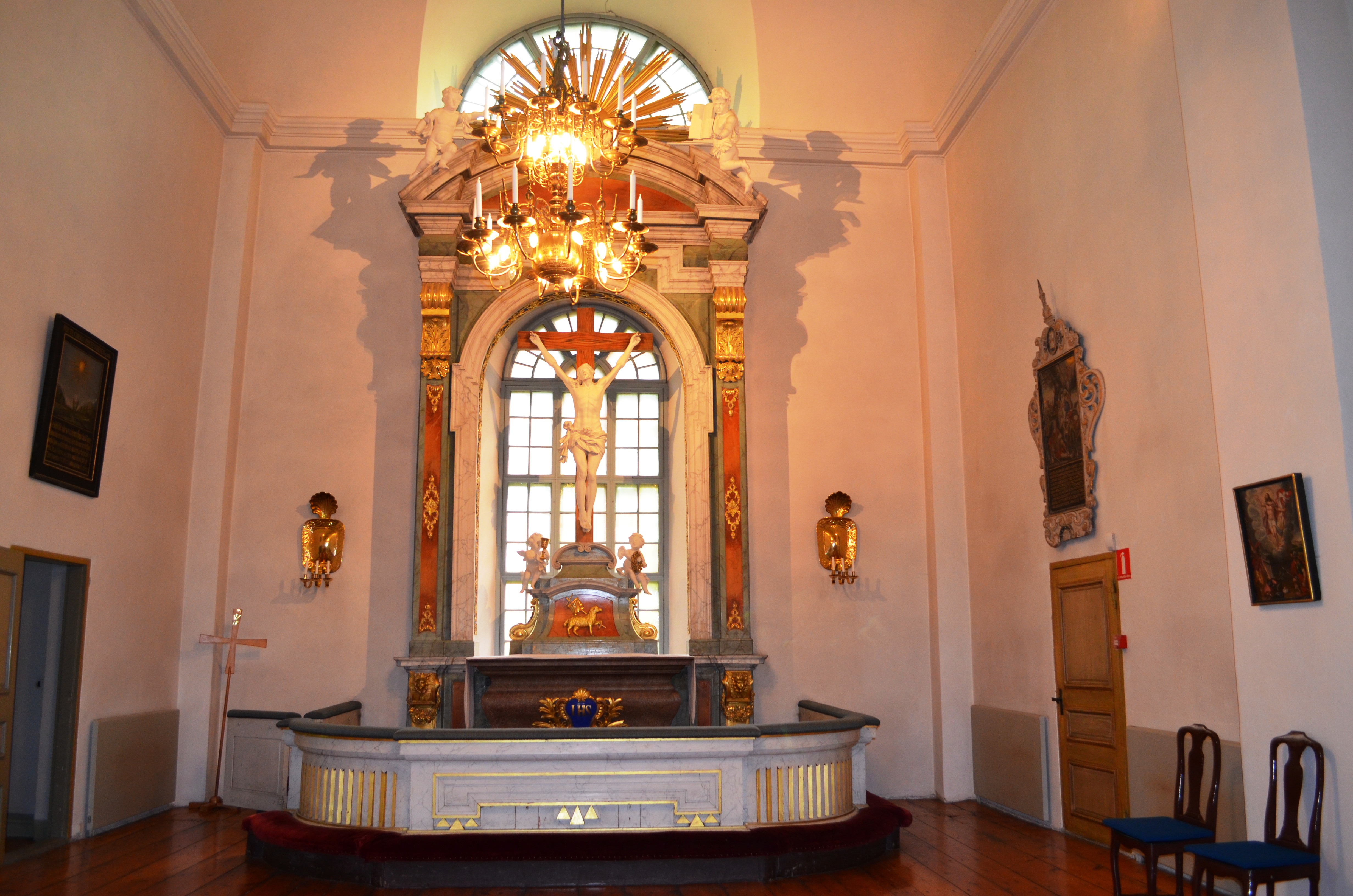
Lillhärads kyrkas altare